# Rumania en los Juegos Paralímpicos de Sídney 2000
Rumania estuvo representada en los Juegos Paralímpicos de Sídney 2000 por un deportista masculino. El equipo paralímpico rumano no obtuvo ninguna medalla en estos Juegos.